# Виорика Данчила
Василика Виорика Данчила (рум. Vasilica Viorica Dăncilă; Рошиори Де Веде, 16. децембар 1963) румунска је политичарка и бивша премијерка Румуније која је на тој позицији била од 15. јануара 2018. године до 4. новембра 2019. године.
Чланица је румунске Социјалдемократске партије од 1996. године. Она је прва жена у историји Румуније која обавља функцију премијера.

## Биографија
Рођена је 16. децембра 1963. године на југу Румуније у граду Рошиори Де Веде, округ Телеорман.
Године 1996. је постала члан Социјалдемократске партије Румуније. Током година, била је на високим позицијама у партијском огранку округа Телеорман. Постављена је на место шефице Окружног савета у периоду од 2000. године до 2012. године кад је на челу партије садашњи лидер странке Ливиу Драгнеа.
Између 2004. године и 2008. године, Виорика Данчила је била члан Градског већа Виделе.
У периоду од 2008. године до 2009. године била је у окружном одбору Телеормана.
Године 2009. Данчила је изабрана на листи Социјалдемократске партије за члана Европског парламента, где се бавила пољопривредом и руралним развојем. Године 2014. изабрана је у Европски парламент и за други мандат, именована је за заменика председника Одбора за пољопривреду и рурални развој. Била је такође члан Комитета за права жена и равноправност полова.
Номинована је за награду ЕП-а за 2015. годину у категорији за пољопривреду. У октобру 2015. године изабрана је за председницу организације жена социјалдемократске партије. Једна од њених иницијатива је била да обезбеди квоту да не мање од 30% жена буду кандидати на листи Социјалдемократске партије на изборима за Сенат Румуније.
У јануару 2018. године владајућа коалиција Социјалдемократске партије и Савеза либерала и демократа (АЛДЕ), номиновали су Данчилу за место премијера Румуније. У јануару 2018. председник Клаус Јоханес званично је именовао на ту функцију. Постала је трећи шеф владе у последњих седам месеци. Тиме је постала прва жена у историји Румуније која обавља функцију премијера државе. Године 2019. је смењена са места премијера као резултат гласања неповерења влади. Касније је изгубила у другом кругу председничких избора од Клауса Јоханиса.

## Приватан живот
Удата је за Кристинела Данчила, који је руководилац нафтне компаније. Има једно дете.